# Sant Vicenç d'Alins
Sant Vicenç d'Alins és l'església parroquial, romànica, de la vila d'Alins, en el terme municipal del mateix nom, a la comarca del Pallars Sobirà.
Està situada a ponent del centre de la població, al costat de la Plaça Major del poble, a ponent de la carretera L-510.
Documentada des del 1055, Elins, es repeteixen esments de Sant Vicenç d'Alins el 1088 (l'església de Sant Vicenç in villa que vocant Elinse) i el 1090 (la parròquia de Sant Vicenç d'Helinsi). A partir de la baixa edat mitjana consta dins del deganat de Cardós, i l'any 1758 consta amb dues capelles públiques, les de Sant Martí i Sant Quiri.
És una església romànica molt modificada. De l'època romànica queda el campanar, de planta quadrada, amb arcuacions simples a la part inferior, amb una finestra espitllerada i aparell que deixa veure unes formes constructives del segle xi, com carreus irregulars. La resta del temple és pràcticament tot d'època barroca.